# 2001年全豪オープン
2001年 全豪オープン（2001ねんぜんごうオープン、Australian Open 2001）は、オーストラリア・メルボルンにある「メルボルン・パーク・ナショナルテニスセンター」にて、2001年1月15日から28日にかけて開催された。

## シニア

### 男子シングルス
アンドレ・アガシ def.  アルノー・クレマン, 6-4, 6-2, 6-2
- アガシは、2年連続3度目の優勝である。

### 女子シングルス
ジェニファー・カプリアティ def.  マルチナ・ヒンギス, 6-4, 6-3
- カプリアティが、24歳にして4大大会初優勝を達成。敗れたヒンギスは2年連続の準優勝となる。

### 男子ダブルス
トッド・ウッドブリッジ /  ヨナス・ビョークマン def.  バイロン・ブラック /  デビッド・プリノジル, 6-1, 5-7, 6-4, 6-4

### 女子ダブルス
ビーナス・ウィリアムズ /  セリーナ・ウィリアムズ def.  リンゼイ・ダベンポート /  コリーナ・モラリュー, 6-2, 2-6, 6-4
- ビーナスとセリーナのウィリアムズ姉妹は、同一ペアによる4大大会女子ダブルスの「キャリア・グランドスラム」を完成させた。姉妹は1999年全仏オープン → 1999年全米オープン → 2000年ウィンブルドン → 2001年全豪オープンの順に優勝した。

### 混合ダブルス
エリス・フェレイラ /  コリーナ・モラリュー def.  ジョシュア・イーグル /  バルバラ・シェット, 6-1, 6-3

## ジュニア

### 男子シングルス
ヤンコ・ティプサレビッチ def.  王宇佐, 3–6, 7–5, 6–0

### 女子シングルス
エレナ・ヤンコビッチ def.  ソフィア・アルビドソン, 6–2, 6–1

### 男子ダブルス
Ytai Abougzir /  Luciano Vitullo def.  フランク・ダンセビッチ /  ジョバンニ・ラペンティ, 6-4, 7-6(5)

### 女子ダブルス
ペトラ・チェトコフスカ /  バルボラ・ストリコバ def.  アンナ・バストリコワ /  スベトラーナ・クズネツォワ, 7-6(3), 1-6, 6-4